# Kesseldorf
Pour la bataille de Kesseldorf en Saxe, voir Bataille de Kesselsdorf.
Kesseldorf est une commune française située dans la circonscription administrative du Bas-Rhin et, depuis le 1er janvier 2021, dans le territoire de la Collectivité européenne d'Alsace, en région Grand Est.
Cette commune se trouve dans la région historique et culturelle d'Alsace.
Ses habitants s'appellent les Kesseldorfois.

## Géographie
La ville de Kesseldorf appartient au canton de Wissembourg et à l'arrondissement de Haguenau-Wissembourg.

### Hydrographie

#### Réseau hydrographique
La commune est dans le bassin versant du Rhin au sein du bassin Rhin-Meuse. Elle est drainée par la Sauer et le ruisseau Mirgraben,.
La Sauer, d'une longueur de 64 km, prend sa source dans la commune de Lembach et se jette  dans le Rhin en rive gauche à Munchhausen, après avoir traversé 19 communes. Les caractéristiques hydrologiques de la Sauer sont données par la station hydrologique située sur la commune de Beinheim. Le débit moyen mensuel est de 3,63 m3/s. Le débit moyen journalier maximum est de 34,8 m3/s, atteint lors de la crue du 9 janvier 2011. Le débit instantané maximal est quant à lui de 39 m3/s, atteint le même jour.

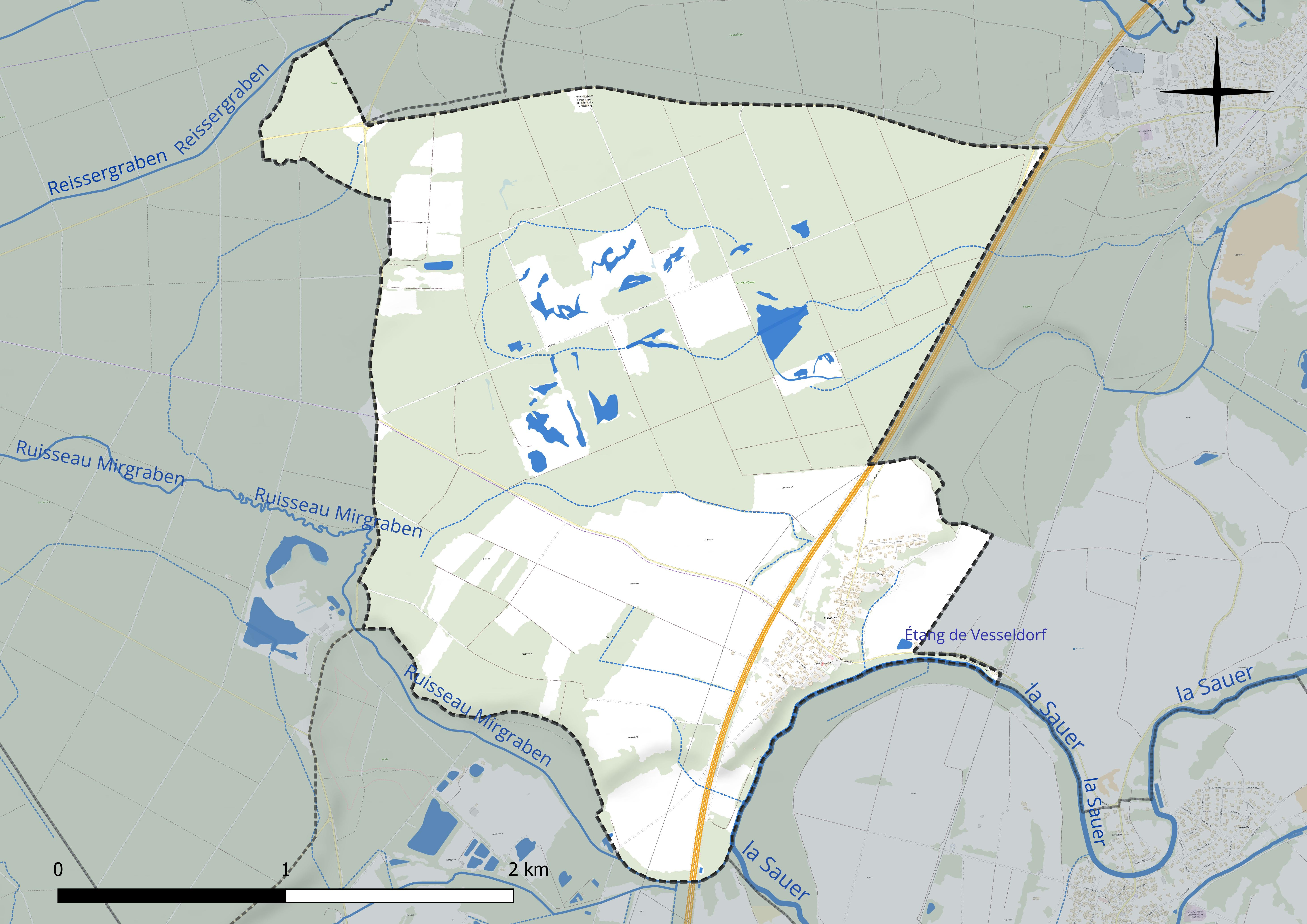
Réseau hydrographique de Kesseldorf.

Un plan d'eau complète le réseau hydrographique : l'étang de Kesseldorf (0,2 ha),.

#### Gestion et qualité des eaux
Le territoire communal est couvert par le schéma d'aménagement et de gestion des eaux (SAGE) « Ill Nappe Rhin ». Ce document de planification concerne la nappe phréatique rhénane, les cours d'eau de la plaine d'Alsace et du piémont oriental du Sundgau, les canaux situés entre l'Ill et le Rhin et les zones humides de la plaine d'Alsace. Le périmètre s’étend sur 3 596 km2. Il a été approuvé le 17 janvier 2005. La structure porteuse de l'élaboration et de la mise en œuvre est la région Grand Est. 
La qualité des cours d’eau peut être consultée sur un site dédié géré par les agences de l’eau et l’Agence française pour la biodiversité. 

### Climat
Pour des articles plus généraux, voir Climat du Grand Est et Climat du Bas-Rhin.
En 2010, le climat de la commune est de type climat des marges montargnardes, selon une étude du Centre national de la recherche scientifique s'appuyant sur une série de données couvrant la période 1971-2000. En 2020, Météo-France publie une typologie des climats de la France métropolitaine dans laquelle la commune est exposée à un climat semi-continental et est dans la région climatique  Alsace, caractérisée par une pluviométrie faible, particulièrement en automne et en hiver, un été chaud et bien ensoleillé, une humidité de l’air basse au printemps et en été, des vents faibles et des brouillards fréquents en automne (25 à 30 jours). 
Pour la période 1971-2000, la température annuelle moyenne est de 10,8 °C, avec une amplitude thermique annuelle de 18,1 °C. Le cumul annuel moyen de précipitations est de 893 mm, avec 11,2 jours de précipitations en janvier et 10,1 jours en juillet. Pour la période 1991-2020, la température moyenne annuelle observée sur la station météorologique de Météo-France la plus proche, « Scheibenhard », sur la commune de Scheibenhard à 13 km à vol d'oiseau, est de 11,8 °C et le cumul annuel moyen de précipitations est de 739,0 mm. 
La température maximale relevée sur cette station est de 38,8 °C, atteinte le 7 août 2015 ; la température minimale est de −15,2 °C, atteinte le 11 janvier 2009,,. 
Les paramètres climatiques de la commune ont été estimés pour le milieu du siècle (2041-2070) selon différents scénarios d'émission de gaz à effet de serre à partir des nouvelles projections climatiques de référence DRIAS-2020. Ils sont consultables sur un site dédié publié par Météo-France en novembre 2022.

## Urbanisme

### Typologie
Au 1er janvier 2024, Kesseldorf est catégorisée bourg rural, selon la nouvelle grille communale de densité à sept niveaux définie par l'Insee en 2022.
Elle est située hors unité urbaine et hors attraction des villes,.

### Occupation des sols
L'occupation des sols de la commune, telle qu'elle ressort de la base de données européenne d’occupation biophysique des sols Corine Land Cover (CLC), est marquée par l'importance des forêts et milieux semi-naturels (58,9 % en 2018), en diminution par rapport à 1990 (63,4 %). La répartition détaillée en 2018 est la suivante : 
forêts (58,9 %), terres arables (25,7 %), mines, décharges et chantiers (8 %), zones urbanisées (3,8 %), zones agricoles hétérogènes (3,6 %). L'évolution de l’occupation des sols de la commune et de ses infrastructures peut être observée sur les différentes représentations cartographiques du territoire : la carte de Cassini (XVIIIe siècle), la carte d'état-major (1820-1866) et les cartes ou photos aériennes de l'IGN pour la période actuelle (1950 à aujourd'hui).

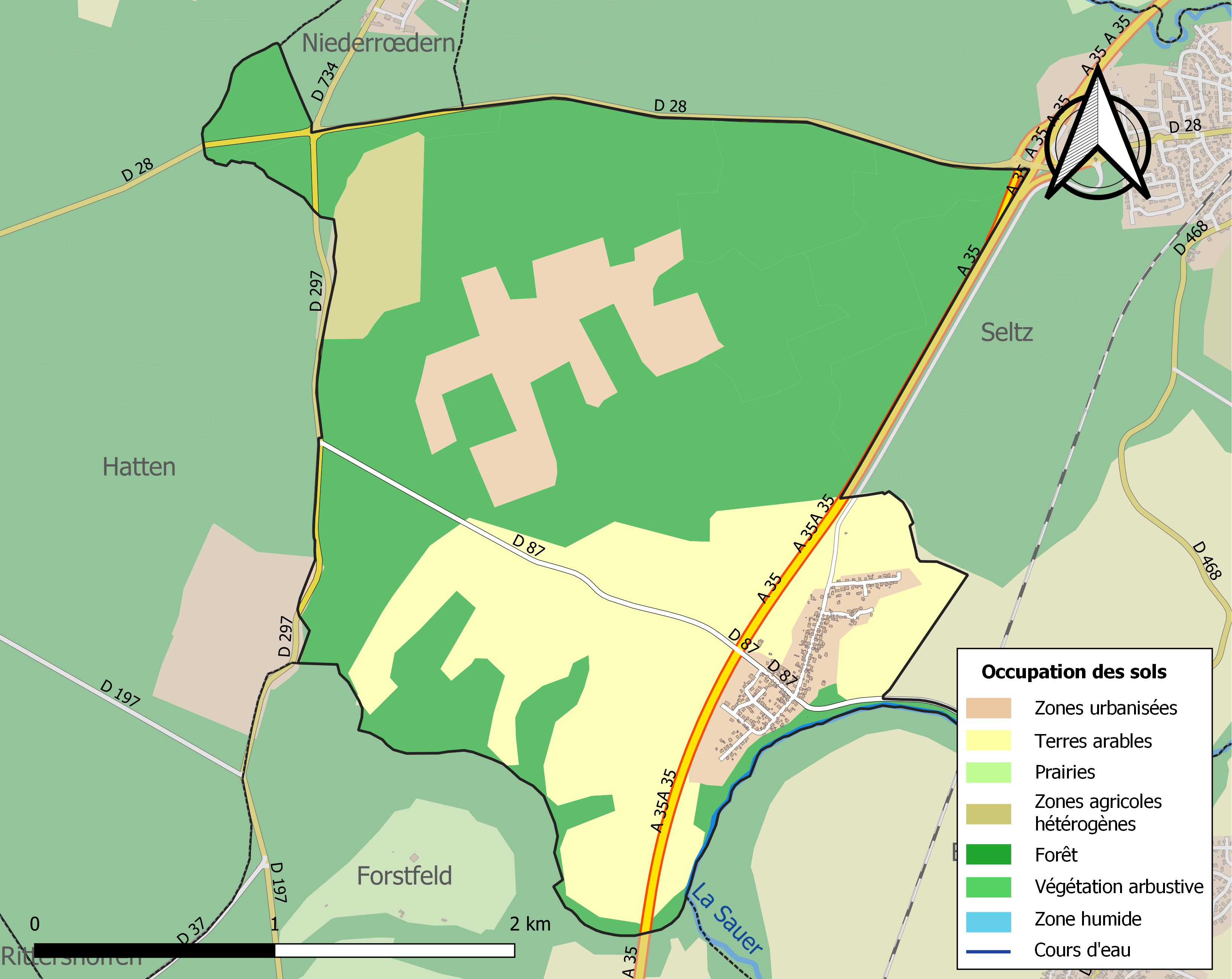
Carte des infrastructures et de l'occupation des sols de la commune en 2018 (CLC).

## Histoire
L’existence du village de Kesseldorf est déjà mentionnée au XIIe siècle sous le vocable de Kesselbach. L’empereur Frédéric Barberousse fait don de biens du ban du village au monastère de Koenigsbrück lors de son passage dans la région vers les années 1162-1163, ce qui est confirmé par les archives datant de l’année 1226. En 1310, le village est classé comme propriété de l’abbaye Saints-Pierre-et-Paul, fondée par l’impératrice Adélaïde en 968 à Seltz et devient par mise en gage en 1409, avec la ville de Seltz, propriété des comtes palatins (Pfalzgraf).
Aux XVIe et XVIIe siècles, on ne parle plus guère de Kesselbach. C’est seulement après la guerre de succession espagnole de 1714 que quelques artisans, faiseurs de balais, de sabots ou de céramique en grès au sel se sont installés à l’emplacement de l’ancien village Kesselbach, ainsi que des paysans pour cultiver la terre laissée en jachère. Le village est alors connu sous l’actuel vocable Kesseldorf. Certains historiens[évasif] pensent que ce nom est lié à la confection dans les siècles passés de chaudrons (Kessel signifie « chaudron »).
Le 29 juin 1715, Jean Jacques Wehrly est le premier baptisé au village et le 14 juin 1718, le premier mariage a lieu. En 1720, Jean Georges Kempf est le premier consultant. En 1727, le village compte vingt-six maisons et seule l'actuelle rue Principale existe. En 1732, le village a une mairie, une école, une chapelle et un restaurant. Tantôt propriété de Seltz, tantôt du Palatinat, les deux villages de Kesseldorf et Seltz sont échangés par le Palatinat au « Deux-Ponts » (Zweibrücken). Kesseldorf acquiert son indépendance sous la Révolution française. Après 1801, la paroisse est desservie par Beinheim et en 1844 une église surmontée d'un clocheton, l'actuel chœur, la nef et ses trois vitraux de chaque côté sont construits. Cette église est agrandie en 1952 par l'entrepreneur Émile Gerber et des bénévoles du village.
Le bâtiment abritant l’école et la mairie date de 1890.

## Héraldique
| Blason de Kesseldorf | Blason  | De sable au chaudron d'or à l'anse levée. |
| Blason de Kesseldorf | Détails | Blason « Chaudron » : la légende dit qu’autrefois des chaudronniers étaient installés au lieu-dit Sandhol, endroit situé dans la forêt des hospices civils de Strasbourg et dans la forêt de Hatten entre Kesseldorf et Fortsfeld[réf. nécessaire]. |

## Politique et administration

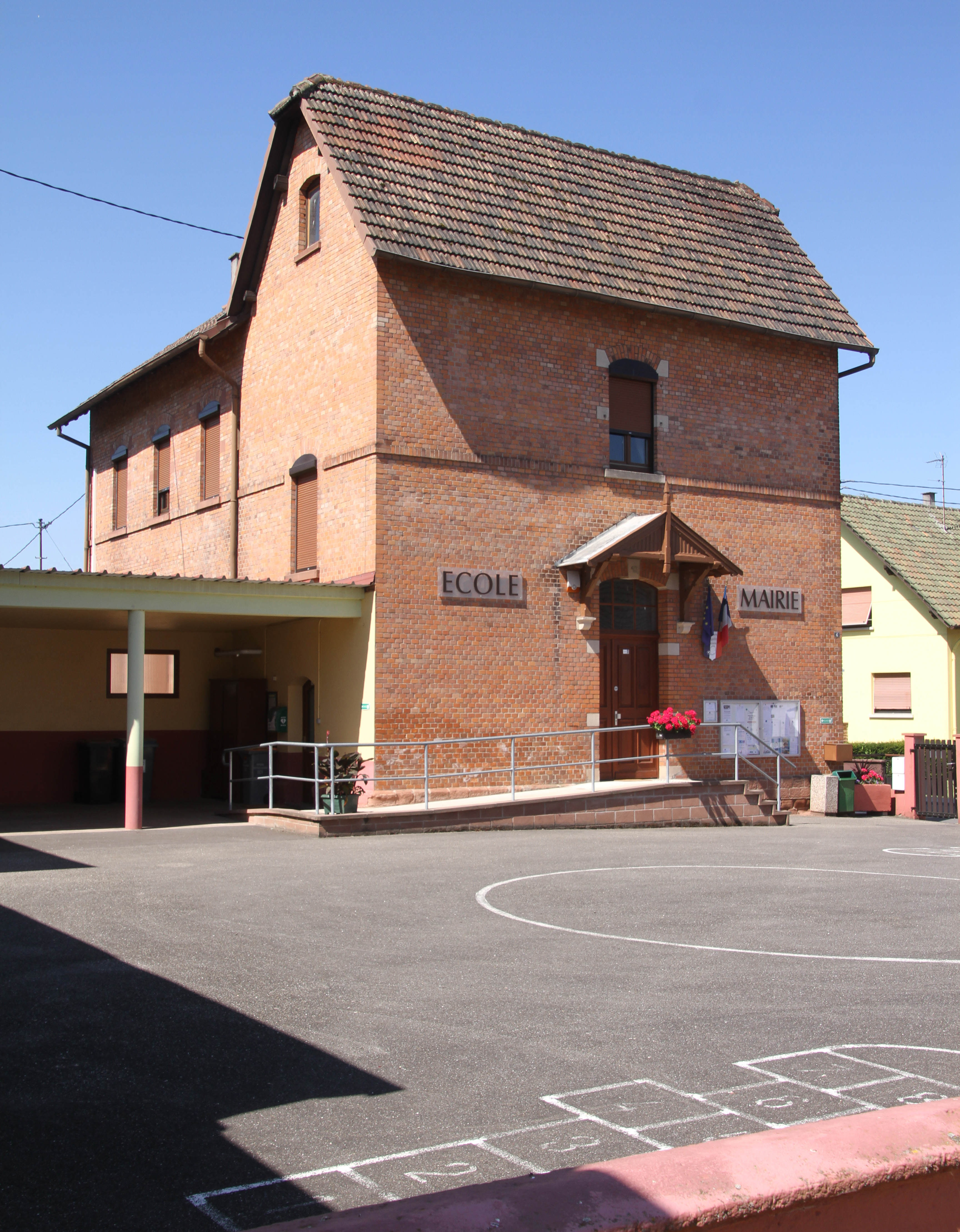
La mairie.

| Période  | Période  | Identité          | Étiquette | Qualité |
| -------- | -------- | ----------------- | --------- | ------- |
| 1965     | 1971     | Joseph Kern       | SE        |         |
| 1971     | 1977     | Adolphe Schroeder | SE        |         |
| 1977     | 1995     | Guy Callegher     | UMP       |         |
| 1995     | 2001     | Guy Callegher     | UMP       |         |
| 2001     | 2020     | Guy Callegher     | UMP       |         |
| mai 2020 | En cours | Christophe Klein  | SE        |         |

## Démographie
L'évolution du nombre d'habitants est connue à travers les recensements de la population effectués dans la commune depuis 1793. Pour les communes de moins de 10 000 habitants, une enquête de recensement portant sur toute la population est réalisée tous les cinq ans, les populations de référence des années intermédiaires étant quant à elles estimées par interpolation ou extrapolation. Pour la commune, le premier recensement exhaustif entrant dans le cadre du nouveau dispositif a été réalisé en 2005.
En 2022, la commune comptait 450 habitants, en évolution de +10,29 % par rapport à 2016 (Bas-Rhin : +3,17 %, France hors Mayotte : +2,11 %).
| 1793 | 1800 | 1806 | 1821 | 1831 | 1836 | 1841 | 1846 | 1851 |
| ---- | ---- | ---- | ---- | ---- | ---- | ---- | ---- | ---- |
| 268  | 187  | 313  | 387  | 463  | 451  | 490  | 477  | 496  |

| 1856 | 1861 | 1866 | 1871 | 1875 | 1880 | 1885 | 1890 | 1895 |
| ---- | ---- | ---- | ---- | ---- | ---- | ---- | ---- | ---- |
| 375  | 378  | 374  | 347  | 361  | 384  | 386  | 388  | 379  |

| 1900 | 1905 | 1910 | 1921 | 1926 | 1931 | 1936 | 1946 | 1954 |
| ---- | ---- | ---- | ---- | ---- | ---- | ---- | ---- | ---- |
| 369  | 369  | 356  | 300  | 333  | 318  | 313  | 315  | 321  |

| 1962 | 1968 | 1975 | 1982 | 1990 | 1999 | 2005 | 2006 | 2010 |
| ---- | ---- | ---- | ---- | ---- | ---- | ---- | ---- | ---- |
| 306  | 307  | 332  | 320  | 317  | 331  | 402  | 405  | 433  |

| 2015 | 2020 | 2022 | - | - | - | - | - | - |
| ---- | ---- | ---- | - | - | - | - | - | - |
| 408  | 438  | 450  | - | - | - | - | - | - |

## Lieux et monuments

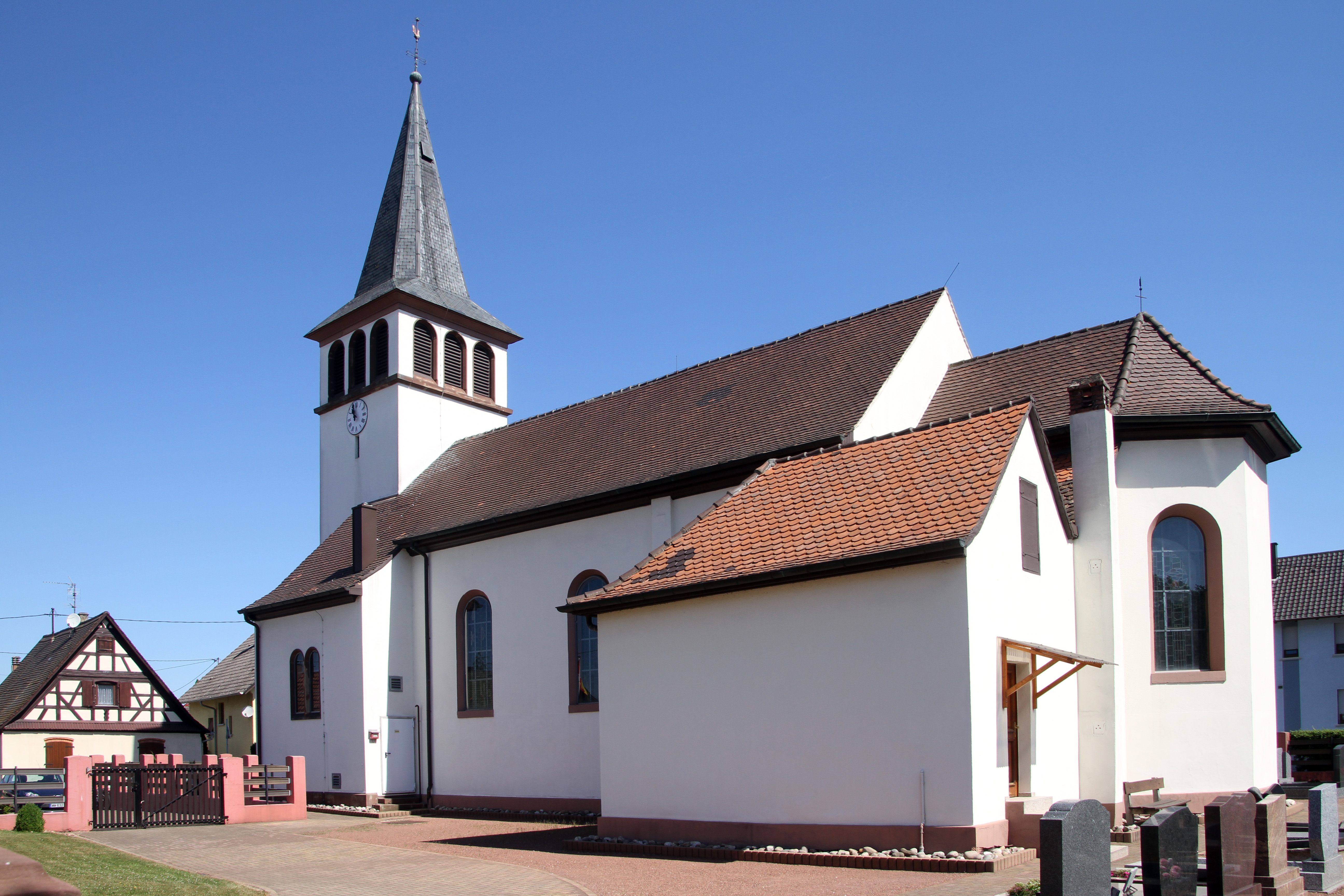
L'église Notre-Dame-de-la-Nativité.

- À l’est de la route en direction de Forstfeld, face à la sablière de la Kesselhohl (CD 297), se trouve la plus ancienne pierre borne de Basse-Alsace, dite pierre Adélaïde, en grès des Vosges, de forme irrégulière, haute de 1,70 m. La coutume d’aborner remonte au moins à l’Antiquité romaine. La pierre Adélaïde, sans inscription d’armoiries, remonte certainement au début du XIVe siècle et pour les archéologues même du XIIe siècle[réf. nécessaire].
- Église Notre-Dame-de-la-Nativité.

## Personnalités liées
- Hans Henning Atrott (1944 - 2018), philosophe allemand, a vécu à Kesseldorf jusqu'en 1999.